# Мост на Руском острву
Мост на Руском острву (рус. Русский мост) је мост који спаја Владивосток са Руским острвом (Приморска Покрајина), и има централни распон од 1.104 metres (3.622 feet), те је најдужи мост са кабловима на свету. Мост на Руском острву је првобитно изграђен да служи конференцији Азијско-пацифичке економске сарадње 2012. која је одржана у кампусу Далекоисточног федералног универзитета на Руском острву. Завршен је у јулу 2012. и отворио га је премијер Дмитриј Медведев, а 3. септембра 2012. године мост је званично добио име.

## Преглед
Мост до Руског острва је најдужи мост са кабловима на свету, са средишњим распоном од 1.104 m (1.207 yd).
Мост такође има друге највише пилоне после вијадукта Мијо и најдуже каблове.
Дизајн мостовског прелаза одређен је на основу два примарна фактора:
- Најкраћа удаљеност од обале до обале на локацији прелаза моста од 1.460 m (1.600 yd). Дубина канала за пловидбу је до 50 m (160 ft).
- Локалитет градилишта моста карактеришу тешки климатски услови: температуре варирају од –31 до +37 °C (–24 до +99 °F); олује доносе ветрове до 36 m/s (130 km/h; 81 mph) и таласе до 6 m (20 ft) висине; а ледене формације зими могу бити дебљине до 70 cm (28 in).

### Конструкција пилона
Шипови су забијени чак 77 m (253 ft) испод земље, а на страни острва 120 шипова са сврдлом је било постављено испод сваке од две куле моста високе 320 m (1.050 ft).
Пилони су бетонирани коришћењем прилагођених самопењајућих форми у насипима од 4,5 m (15 ft). За прва три заливања коришћен је кран, након чега је оплата завршена самосталним кретањем кроз хидрауличко кретање модуларних елемената.
Пилони су у облику слова А, те употреба стандардних облика није била изводљива. За сваку кулу моста уређен је индивидуални сет форми.
Прелаз између типова деоница је извршен на летњим нивоима на котама од 66,26 m (217,4 ft) и 191,48 m (628,2 ft).
Употреба самопењајућег шалунга омогућила је остваривање бољег квалитета и смањење времена изградње ливених армиранобетонских конструкција на скро половину.
Зона сидрења носача каблова почиње на 197,5 m (648 ft). Уградња парова носача каблова и ливење тела кула моста обављени су истовремено, што је драматично скратило период изградње.

### Централна распонска структура
Распонска конструкција има аеродинамични попречни пресек да би се прихватила оптерећења ветром. Облик распонског попречног пресека је одређен на основу аеродинамичког дизајна и оптимизован према резултатима експерименталне обраде модела у размери током фази детаљног пројектовања.
Заварене пољске везе користе се за уздужне и попречне спојеве поклопца лима ортотропне палубе и доње ребрасте плоче. За спојеве вертикалних зидова блокова, уздужних ребара, попречних греда и дијафрагме користе се теренске везе обезбеђене помоћу вијака високе чврстоће.
Префабриковани делови великих димензија за уградњу централног распона допремљени су баржама до места монтаже и подигнути краном на висину од 76 m (249 ft). Овде су елементи прислоњени и на њих причвршћени носачи каблова.

### Систем са кабловима
Систем са кабловима преузима сва статичка и динамичка оптерећења од којих зависи само постојање моста. Носачи каблова нису пројектовани да издрже цео животни век моста, већ су поправљиви и имају најбољу могућу заштиту од природних катастрофа и других штетних утицаја.
Носачи каблова са паралелним ланцима (PSS) се састоје од паралелних жица пречника 15,7 mm (0,62 in); свака нит се састоји од седам поцинкованих жица. Каблови се садрже од 13 до 79 жица. Дужина најкраћег држача кабла је 135,771 m (148,481 yd); најдужег, 579,83 m (634,11 yd). Заштитна кућишта држача каблова израђена су од полиетилена високе густине (HDPE) и има следеће карактеристике: УВ отпорност; Отпорност на локалне климатске услове Владивостока (опсег температуре од –40 до +40 °C; –40 до +104 °F) и агресивност животне средине.

## Историја
Мост је део програма који је налагао припремање града Владивосток за Азијско-пацифички економски форум који је одржан 2012. године. Идеја је била да се повеже аеродром Владивосток са Руским острвом где је форум био заказан.

## Изградња
Мост је иградила руска фирма „СК Мост” између 3. септембра 2008. и 12. априла 2012. године. Последњи део моста је изграђен у ноћи између 11. и 12. априла. 
Дана 12. априла мост је отворен од стране Председника Владе Руске Федерације Дмитрија Медведева.

## Спецификација моста
- Отисак моста: 60+72+3x84+1104+3x84+72+60 m
- Укупна дужина моста: 188.553 m (618.612 ft)
- Укупна дужина укључујући стубове: 3.100 m (10.200 ft)
- Дужина распона централног канала: 1.104 m (3.622 ft)
- Ширина моста: 29,5 m (97 ft)
- Ширина коловоза моста: 23,8 m (78 ft)
- Број возних трака: 4 (по две у сваком смеру)
- Испод: 70 m (230 ft)
- Број стубова моста: 2
- Висина стубова: 324 m (1.063 ft)
- Број држача каблова: 168
- Најдужа дужина кабла: 579,83 m (1.902,3 ft)
- Најкраћа дужина кабла: 135,771 m (445,44 ft)

## Критике
Трошкови и чињеница изградње Руског моста су навелико критиковани од стране руске политичке опозиције. У јануару 2007. Владимир Путин, тадашњи председник Русије, изјавио је да је одржавање самита у Владивостоку посебна прилика и да ће бити потребно најмање 100 милијарди рубаља да би се град припремио за самит, што је у то време било три пута више од покрајинског буџета Приморског краја у целини. Према подацима из 2012. године, очекивало се да ће цена изградње премашити милијарду долара, а у опису пројекта на сајту генералног извођача нису наведени трошкови пројекта. Поред тога, уграђени капацитет од 50.000 аутомобила дневно је десет пута већи од постојеће популације Руског острва са само 5.000 становника, што доводи до озбиљног недовољног коришћења.
Претходно је било критика да је асфалтирани пут завршавао у ћорсокаку, мало иза моста, током прве године након изградње. Асфалтирана путна мрежа је од тада проширена. Од 2018. године пут покрива цело полуострво Сапер, око 25% укупне површине острва.

## Изградња Руског моста - галерија
- 23. јун 2009. године
- Носачи моста. 23. јуна 2009. године
- Носачи моста. 23. јуна 2009. године
- 8. септембaр 2009. године
- 8. септембaр 2009. године
- 1. јул 2011. године
- 10. новембaр 2011. године
- 10. новембaр 2011. године